# Гиссони, Бруно
Бруно Санг Гиссони (порт. Bruno Sang Gissoni; 9 декабря 1986, Рио-де-Жанейро) — бразильский актёр и модель.

## Биография
Бруно Гиссони родился в Рио-де-Жанейро в семье актрисы Аны Паулы Санг. Младшие братья тоже актёры: Родриго Симас и Фелипе Симас. В течение восьми лет прожил в Лос-Анджелесе, в Соединённых Штатах. Начал свою карьеру как футболист. Состоял в футбольном клубе в Сан-Паулу.
В 2007 году он принимает специальное участие в новелле «Alta Estação», на канале Rede Record. Его дебют в театре состоялся в 2009 году в спектакле «Capitães de Areia», основанный на литературной работе Жоржи Амаду. В этот же год его пригласили в компанию Globo, в молодёжный популярный сериал «Malhação».
А в 2012 году у него выдалась возможность исполнить роль Ирана в сериале «Проспект Бразилии», который принёс ему популярность в Бразилии и во всём мире.

## Фильмография
- Вавилон / «Babilônia» — Густаво Ранжел «Гуту» (сын Эвандро) (2015)
- В кругу семьи / «Em Família» — Андре (2014)
- Проспект Бразилии / «Avenida Brasil» — Иран Барбоза (2012)
- Julie e os Fantasmas — Caco (2011)
- Malhação — Pedro Lopes (2010)
- Alta Estação (2007)

## Личная жизнь
Женат на модели и актрисе Янне Лавин. В 2017 году у пары родилась дочь Магдалена. В 2022 году у пары родилась вторая дочь.